# Ministro de Educación de España
El ministro de Educación, Formación Profesional y Deportes de España es el máximo responsable del Ministerio de Educación, Formación Profesional y Deportes. Como tal, es responsable de proponer y ejecutar la política del Gobierno de la Nación en materia educativa y de formación profesional del sistema educativo y para el empleo, así como las políticas deportivas. No le compete la política universitaria, que es responsabilidad del ministro de Ciencia.
España es un país altamente descentralizado en el que la educación pública está gestionada por las comunidades autónomas. Para coordinar la política educativa, el ministro de Educación preside la Conferencia Sectorial de Educación.

## Estructura orgánica
Dependen directamente del ministro de Educación los siguientes órganos de la Administración:
- La Secretaría de Estado de Educación. Es el principal órgano a través del cual se ejecutan las políticas educativas del Gobierno, bajo las directrices del ministro de Educación.
- La Secretaría General de Formación Profesional, que dirige las políticas sobre la formación profesional, tanto la de carácter educativo como la diseñada para el empleo.
- La Subsecretaría de Educación, que ostenta la representación ordinaria del Departamento y dirige los servicios comunes.
- El Gabinete del ministro, que asiste al titular del cargo en sus funciones.

## Historia
El cargo fue creado en 1900 bajo la denominación de ministro de Instrucción Pública y Bellas Artes, denominación que mantuvo hasta 1936 cuando asumió competencias sanitarias denominándose ministro de Instrucción Pública y Sanidad hasta 1939. En el bando sublevado, durante la guerra civil se le denominó Comisario de Cultura y Enseñanza. Tras la guerra, se denominó ministro de Educación Nacional hasta 1968, cuando adquirió la denominación de ministro de Educación y Ciencia. Brevemente, entre 1979 y 1982 se denominó simplemente ministro de Educación, denominación que también tuvo entre 2009 y 2011. Otras denominaciones han sido ministro de Educación y Universidad, ministro de Educación y Cultura, ministro de Educación, Política Social y Deporte y ministro de Educación, Cultura y Deporte. La actual denominación la adoptó en 2018.

## Titulares
| Inicio                  | Finalización            | Nombre                                 | Partido             |
| ----------------------- | ----------------------- | -------------------------------------- | ------------------- |
| 3 de enero de 1974      | 11 de diciembre de 1975 | Cruz Martínez Esteruelas (1)           | Movimiento Nacional |
| 11 de diciembre de 1975 | 7 de julio de 1976      | Carlos Robles Piquer (1)               | Movimiento Nacional |
| 7 de julio de 1976      | 4 de julio de 1977      | Aurelio Menéndez Menéndez (1)          | Independiente       |
| 4 de julio de 1977      | 5 de abril de 1979      | Íñigo Cavero Lataillade (1)            | UCD                 |
| 5 de abril de 1979      | 8 de septiembre de 1980 | José Manuel Otero Novas (2)            | UCD                 |
| 8 de septiembre de 1980 | 25 de enero de 1981     | Juan Antonio Ortega y Díaz-Ambrona (2) | UCD                 |
| 25 de enero de 1981     | 1 de diciembre de 1981  | Juan Antonio Ortega y Díaz-Ambrona (3) | UCD                 |
| 1 de diciembre de 1981  | 2 de diciembre de 1982  | Federico Mayor Zaragoza (1)            | UCD                 |
| 2 de diciembre de 1982  | 11 de julio de 1988     | José María Maravall (1)                | PSOE                |
| 11 de julio de 1988     | 23 de junio de 1992     | Javier Solana Madariaga (1)            | PSOE                |
| 23 de junio de 1992     | 13 de julio de 1993     | Alfredo Pérez Rubalcaba (1)            | PSOE                |
| 13 de julio de 1993     | 2 de julio de 1995      | Gustavo Suárez Pertierra (1)           | PSOE                |
| 2 de julio de 1995      | 5 de mayo de 1996       | Jerónimo Saavedra (1)                  | PSOE                |
| 5 de mayo de 1996       | 1 de enero de 1999      | Esperanza Aguirre (4)                  | PP                  |
| 1 de enero de 1999      | 7 de abril de 2000      | Mariano Rajoy Brey (4)                 | PP                  |
| 7 de abril de 2000      | 17 de abril de 2004     | Pilar del Castillo (4)                 | PP                  |
| 17 de abril de 2004     | 11 de abril de 2006     | María Jesús San Segundo (1)            | PSOE                |
| 11 de abril de 2006     | 7 de abril de 2009      | Mercedes Cabrera (1) (5)               | PSOE                |
| 7 de abril de 2009      | 21 de diciembre de 2011 | Ángel Gabilondo Pujol (2)              | PSOE                |
| 21 de diciembre de 2011 | 26 de junio de 2015     | José Ignacio Wert (6)                  | PP                  |
| 26 de junio de 2015     | 3 de noviembre de 2016  | Íñigo Méndez de Vigo (6)               | PP                  |
| 4 de noviembre de 2016  | 7 de junio de 2018      | Íñigo Méndez de Vigo (6)               | PP                  |
| 7 de junio de 2018      | 12 de julio de 2021     | María Isabel Celaá (7)                 | PSOE                |
| 12 de julio de 2021     | En el cargo             | Pilar Alegría Continente (7) (8)       | PSOE                |

Notas sobre las denominaciones de los Ministros:
1. Ministro de Educación y Ciencia.
2. Ministro de Educación.
3. Ministro de Educación y Universidad.
4. Ministro de Educación y Cultura.
5. Ministro de Educación, Política Social y Deporte.
6. Ministro de Educación, Cultura y Deporte.
7. Ministra de Educación y Formación Profesional.
8. Ministra de Educación, Formación Profesional y Deportes.